# Ciorbă de miel
La ciorbă de miel (en català sopa de xai) és una especialitat culinària romanesa que es prepara a partir de xai, costelles o entranyes de xai. Hi ha moltes variacions en la seva preparació a les diferents regions de Romania (a Moldàvia es prepara "borscht de xai"). Moltes llars tenen receptes pròpies. Aquesta sopa es prepara sovint per Setmana Santa.

## Ingredients
En aquest article només es descriu la sopa basal, perquè hi ha moltes variacions.
Per a una sopa de xai necessiteu: xai (cordill, costelles o vísceres), cebes, pastanagues, api verd, possiblement arrel de xirivia i julivert, all, ceba verda, llorer, fulles verdes (julivert verd, làrix, estragó), aigua o brou de carn, borș, llimona (grec) o vinagre com la sal i el pebre negre. Al gust, podeu afegir una mica d'arròs bullit, nata, iogurt o crema de rovell d'ou.

## Mètode de preparació
La carn tallada a trossos es bull en aigua bullent amb sal (respectivament, carn o brou de verdures) juntament amb el llorer i l'all, i quan la carn estigui mig cuita, afegiu-hi les verdures ben picades i coeu-les juntes. Al final (per a una bona carn en tot cas inferior a una hora) afegiu el borș, les cebes verdes com les verdures ben picades i rectifiqueu-les de sal i pebre i, al gust, d'arròs bullit. Deixeu-ho coure a foc lent uns minuts més (ja no bull).
Bateu bé els rovells en un bol amb la nata i aboqueu-ho, remenant la sopa contínuament per no tallar-la ni serviu-hi la sopa amb nata, iogurt o nata fregats bé amb rovell d'ou, al gust. El cap també es pot utilitzar per sopar.

## Sopa d'ovelles o de carn
Aquesta sopa també es pot preparar amb xai o xai, però el temps de cocció és molt més llarg. Els ingredients són els mateixos que per a la sopa de xai, però a més, segons el gust, s'afegeixen col dolça, pebrots, tomàquets, els verds són farigola, anet, julivert, estragó i s'acre amb borscht, però preferentment amb col o suc de llimona.